# 스콧 공군기지
스콧 공군 기지(영어: Scott Air Force Base)는 미국 일리노이주에 있는 미국 공군 기지이다. 군민 공용이며 인구는 3,612명이다.